# Nate Blackwell
Nathaniel Blackwell, detto Nate (Filadelfia, 15 febbraio 1965), è un ex cestista e allenatore di pallacanestro statunitense, professionista nella NBA.

## Carriera
È stato selezionato dai San Antonio Spurs al secondo giro del Draft NBA 1987 (27ª scelta assoluta).